# Gad Cliff
Gad Cliff är ett stup i Storbritannien.   Det ligger i England, i den södra delen av landet, 180 km sydväst om huvudstaden London. Gad Cliff ligger 134 meter över havet. Närmaste större samhälle är Poole, 17,7 km nordost om Gad Cliff. 